# 2005-ös magyar labdarúgókupa-döntő
A 2005-ös magyar labdarúgókupa-döntő a sorozat 62. döntője volt. A finálét a Ferencváros és a Sopron csapatai játszották. A találkozóra Székesfehérváron, a Sóstói Stadionban került sor, május 11-én. A Sopron sikerével történetében először hódította el a trófeát. A köztudatba úgy vonult be a mérkőzés, hogy a botrányos kupadöntő.

## A döntő helyszíne
Az MK-Bizottság ajánlása alapján a Magyar Labdarúgó-szövetség úgy döntött, hogy a székesfehérvári Sóstói Stadionban rendezik a mérkőzést. A találkozót a Duna televízió közvetítette.

## Út a döntőig
A döntőbe a Ferencváros és a Sopron jutott be. Mindkét csapat a 3. fordulóban kapcsolódott be a küzdelmekbe, mert 2004. nyarán a nemzetközi kupákban szerepeltek. Az első mérkőzésük után a későbbi döntősök magabiztosan jutottak tovább a nyolcaddöntőbe. A döntő előtti utolsó körben, az elődöntőben a Ferencváros a másodosztályú BKV Előre csapatát ejtette ki. A Sopron az előző évi döntőst, a Budapest Honvédot győzte le, hazai pályán 4–2-s arányban. A nyugat-magyarországi csapat története során először jutott be a magyar kupa döntőjébe.
| Ferencváros       | Ferencváros | Ferencváros |              | Sopron          | Sopron     | Sopron         |
| Ellenfél          | Össz.       | Mérkőzések  | Forduló      | Ellenfél        | Össz.      | Mérkőzések     |
| ----------------- | ----------- | ----------- | ------------ | --------------- | ---------- | -------------- |
| Dabas             | 4–0         | 4–0 (i)     | 3. forduló   | Ajka            | 5–0        | 5–0 (i)        |
| Pécsi MFC         | 3–1         | 3–1 (i)     | Nyolcaddöntő | Debreceni VSC   | 1–0        | 1–0 (o)        |
| Kaposvári Rákóczi | 3–1         | 3–1 (o)     | Negyeddöntő  | Kazincbarcika   | 2–1        | 1–2 (i)        |
| BKV Előre         | 3–1         | 3–1 (i)     | Elődöntő     | Budapest Honvéd | 4–2 (h.u.) | 4–2 (h.u.) (o) |

## Az összeállítások
| 2005. május 11. 20:00 |

| Ferencváros | 1–5               | Sopron                                                       |
| ----------- | ----------------- | ------------------------------------------------------------ |
| Lipcsei 49' | (0–3) Jegyzőkönyv | Tóth 13' Bárányos 38' Balaskó 45' (11-esből) 57' Horváth 73' |

| Sóstói Stadion, Székesfehérvár Nézőszám: 4 000 Játékvezető: Edo Trivković (horvát) Asszisztensek: Željko Grgec (horvát), Željko Novosel (horvát) |

| Ferencváros | Sopron |

| 22           | KA | Szűcs Lajos           | 45+1′    |
| 3            | V  | Takács Ákos           |          |
| 24           | V  | Gyepes Gábor          |          |
| 23           | V  | Sorin Botis           |          |
| 99           | V  | Marek Penksa          |          |
| 6            | KP | Lipcsei Péter         | 43'      |
| 53           | KP | Adem Kapič            | 56′, 68′ |
| 20           | KP | Rósa Dénes            | 38′      |
| 11           | KP | Huszti Szabolcs       |          |
| 90           | CS | Sowunmi Thomas        | 78'      |
| 15           | CS | Bartha László         | 45'      |
| Cserék:      |    |                       |          |
| 1            | KA | Udvarácz Milán        | 45'      |
|              | CS | Alekszandar Bajevszki |          |
|              | V  | Bognár Zsolt          |          |
|              | CS | Nógrádi Árpád         |          |
|              | KP | Tőzsér Dániel         |          |
|              | CS | Robert Vágner         |          |
|              | KP | Dragan Vukmir         |          |
| Edző:        |    |                       |          |
| László Csaba |    |                       |          |

| 12            | K  | Balogh János   |          |
| 7             | V  | Horváth András |          |
| 16            | V  | Szekeres Tamás |          |
| 19            | V  | Fehér Zoltán   | 30'      |
| 8             | V  | Bojan Lazić    |          |
| 11            | KP | Pintér Zoltán  | 47′, 79′ |
| 18            | KP | Balaskó Iván   | 71'      |
| 9             | KP | Szabó Ottó     |          |
| 10            | KP | Bárányos Zsolt | 48' 83'  |
| 6             | CS | Sira István    | 71'      |
| 21            | CS | Tóth Mihály    |          |
| Cserék        |    |                |          |
| 69            | KP | Csordás Csaba  | 71'      |
| 5             | KP | Somorjai Tamás | 71'      |
| 2             | KP | Földvári Csaba | 83'      |
|               | KA | Horváth Tamás  |          |
|               | V  | Hanák Viktor   |          |
|               | KP | Károlyi Sándor |          |
|               | KP | Sifter Tamás   |          |
| Edző:         |    |                |          |
| Pintér Attila |    |                |          |

## A mérkőzés
A döntőt 4 000 néző előtt a Sóstói Stadionban rendezték. A Sopron első támadásából gólt szerzett, Tóth Mihály révén a 13. percben (0–1). A Ferencváros a gól után is fölényben maradt, azonban a 38. percben Bárányos Zsolt vette be a ferencvárosi kaput (0–2). Ez volt a soproniak második támadása a mérkőzésen. A gól után Rósa Dénest kiállította a játékvezető reklamálásért. Két perccel a félidő vége előtt tizenegyest kapott a Sopron, Lipcsei Péter szabálytalankodott Tóthtal szemben. A büntetőt Balaskó Iván értékesítette (0–3). A gól után Szűcs Lajos és az FTC edzője, László Csaba is piros lapot kapott, mindketten reklamálásért. Az első játékrészt 3–0-s soproni vezetéssel zárták a csapatok, de a fordulás után négy perccel Lipcsei szabadrúgásával szépített a Ferencváros (1–3). Nyolc perccel később Balaskó növelte az előnyt, így nem sok esélye maradt a Fradinak a kupagyőzelemre (1–4). A 68. percben a ferencvárosiaktól Adem Kapičot, a 79. percben a soproniaktól Pintér Zoltánt is kiállították. A 73. percben Horváth András megszerezte a Sopron 5. találatát és ezzel beállította a mérkőzés végeredményét is (1–5). A nyugat-magyarországi csapat története során először nyerte meg a magyar kupát.

| „                                          | Állítólag azért hoztak külföldi bírót, hogy ne ő legyen a meccs főszereplője. Ami itt történt az a magyar bírói kar arculcsapása volt. A kupát a horvát bíró nyerte meg a Sopronnak. | ” |
| – László Csaba, a Ferencváros vezetőedzője | |   |

| „                                      | Higgadtabbak, összeszedettebbek voltunk, mint a Fradi, maximálisan megvalósítottuk elképzeléseinket. Tudtuk, hogy riválisunk a balszélen sebezhető leginkább, mert a kis Husztiról már elég sok gólt kaptak a szezonban, és ezt igyekeztünk kihasználni. (...) Nagy dicsőséget szereztünk ezzel a városnak, és igazoltuk, hogy kis csapattal is lehet nagy eredményt elérni, ha mindenki akarja a sikert. | ” |
| – Pintér Attila, a Sopron vezetőedzője | |   |

## A döntő utózöngéje
- A fináléban kiállított ferencvárosi Adem Kapič, Rósa Dénes és Szűcs Lajos, valamint a soproni Pintér Zoltán huszonnégy órával a találkozót követően egy magyar kupa mérkőzésről szóló eltiltást kapott.
- 2005 májusában a Magyar Labdarúgó Liga fegyelmi bizottsága kizárta a Ferencvárost a magyar kupa következő kiírásából, a döntőn elkövetett súlyos sportszerűtlenségek miatt.[6]
- László Csabát az MLL fegyelmi bizottsága és a Ferencvárosi TC is egymillió forintra büntette meg.[7]